# Ratpenat barbut xocolater
El ratpenat barbut xocolater (Chalinolobus morio) és una espècie de ratpenat de la família dels vespertiliònids. És endèmic d'Austràlia.